# Leuchtweitenregulierung

Sinnbild für Scheinwerferverstelleinrichtung nach ISO 7000

Unter Leuchtweitenregulierung versteht man die Anpassung des Lichtkegels eines Fahrzeugscheinwerfers an den Nickwinkel, also die Längsneigung des Kraftfahrzeugs. Ziel ist es, dem Fahrer immer die optimale Ausleuchtung der Straße zu bieten, ohne vorausfahrende oder entgegenkommende Verkehrsteilnehmer zu blenden. Das Gegenstück zur Leuchtweitenregelung in Fahrtrichtung ist die seitliche Anpassung, das sogenannte Kurvenlicht.

## Ursachen
Eine Veränderung des Lichtkegels kann verschiedene Ursachen haben:
- Alle Sitzplätze sind belegt, besonders die Rückbank
- Die Beladung des Kofferraums
- Anhängerbetrieb
- Verwendung eines Notrades
- Nickbewegungen beim Bremsen oder Beschleunigen
- Kuppen oder Senken im Straßenverlauf
- Sich leerender Tank – führt zur Verkürzung des Lichtkegels, da das Fahrzeug hinten leichter wird (bei Tank im hinteren Fahrzeugbereich) und zur Verlängerung des Lichtkegels (bei einem vorne befindlichem Tank)

## Ausführungen
Manuelle Systeme sind vom Fahrer zu bedienen. Sie dienen dazu, langanhaltende Änderungen des Nickwinkels z. B. durch Beladung auszugleichen. Welche Einstellungen zu wählen sind, ist in der Bedienungsanleitung des Fahrzeuges beschrieben.
Mögliche Ausführungen:
- Mechanische Umschalter sind direkt am Scheinwerfer zu betätigen, sie erfordern meistens das Öffnen der Motorhaube und sind meist zweistufig als Rastung ausgeführt.
- Elektromotorische, hydraulische oder mit Unterdruck arbeitende Steller erlauben das Verstellen während der Fahrt. Die Absenkung kann in Stufen oder stufenlos am Armaturenbrett eingestellt werden.

Automatische Systeme arbeiten autark, sie unterstützen den Fahrer, und eine Bedienung entfällt. Sie lassen sich in zwei unterschiedlichen Ausführungen realisieren:
- Die automatisch-statische Leuchtweitenregulierung regelt den Nickwinkel in großen Zeitabständen aus.
- Die automatisch-dynamische Leuchtweitenregulierung gleicht zusätzlich hochdynamische Veränderungen des Nickwinkels aus, wie sie beim Bremsen oder Beschleunigen auftreten. Das System reagiert typischerweise in 300 ms. Dieses System bietet für den Fahrer und die anderen Verkehrsteilnehmer den höchsten Komfort.

## Details zur Automatischen Leuchtweitenregulierung
Heute (Stand 2023) übliche Systeme bestehen aus jeweils einem Sensor an der Vorder- und an der Hinterachse, die die relative Lage zwischen Fahrwerk und Karosserie messen. Bei quasistatischen Systemen wird hieraus die Lage des Fahrzeugs (z. B. abhängig von der Beladung) ermittelt und mittels eines Stellmotors die Stellung der Scheinwerfer angepasst. Bei dynamischer Leuchtweitenregulierung, wie sie z. B. bei Xenon-Scheinwerfern vorgeschrieben ist, werden diese Signale in einem Steuergerät zusammen mit weiteren Daten über den Fahrzeugzustand (z. B. Geschwindigkeit, Bremsen, Beschleunigen) genutzt, um daraus Steuersignale für die Stellmotoren in den Scheinwerfern zu berechnen. Dabei werden auch fahrdynamische Lageänderungen des Fahrzeugs mit berücksichtigt, wie das Eintauchen der Front beim Bremsen. Dynamische Systeme benötigen dabei aufwendigere Algorithmen und schnellere Steuergeräte sowie leistungsfähige Stellmotoren, in der Regel Schrittmotoren.
Eine ebenfalls im Fahrzeug befindliche Niveauregulierung der Federung (z. B. Hydropneumatik oder Luftfederung) kann eine Leuchtweitenregulierung nicht vollkommen ersetzen, da die Regelgenauigkeiten unterschiedlich sind. Vielmehr ist darauf zu achten, dass diese im Grundsatz konkurrierenden Regelsysteme sich sinnvoll und störungsfrei ergänzen.

## Autobahnlicht
Neuerdings versehen einige Hersteller die automatische Leuchtweitenregelung auch mit einer Zusatzfunktion, genannt „Autobahnlicht“, „adaptive Doppeldistanz-Xenonscheinwerfer“ „AFS 2“, „AFL Plus“ oder „Tri-Xenon“. Dabei wird die Leuchtweite der (Xenon-)Scheinwerfer je nach Fahrgeschwindigkeit unter Berücksichtigung von Lenkeinschlag und Rückmeldung des Regensensors variiert. Angeboten werden solche Scheinwerfer z. B. in Autos von Audi, BMW, Mercedes-Benz, Opel, Saab und Skoda. Produziert werden sie u. a. von Hella. Das Autobahnlicht kann über eine Anhebung der Scheinwerfer oder eine zusätzliche, zwischen Leuchtmittel und Linse eingebrachte Blende realisiert werden. Gleichzeitig kann die Brennerspannung angehoben werden.
Der Autohersteller kann die Lichtverteilung im Autobahnmodus im Stand durch ein Diagnoseprogramm überprüfen. Im Rahmen einer Hauptuntersuchung stehen solche herstellerspezifischen Diagnoseprogramme nicht zur Verfügung.
Das in diesem Abschnitt beschriebene Autobahnlicht muss vom automatischen Einschalten des Abblendlichtes bei hohen Geschwindigkeiten unterschieden werden, welches z. B. bei VW ebenfalls Autobahnlicht genannt wird.

## Gesetzliche Bestimmungen

### Manuelle Leuchtweitenregulierung vom Fahrersitz aus

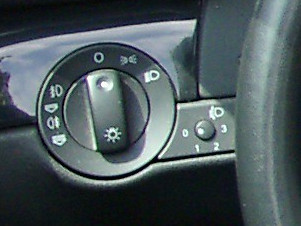
Manuelle Leuchtweitenregulierung bei einem Audi A4 B6 (rechts im Bild)

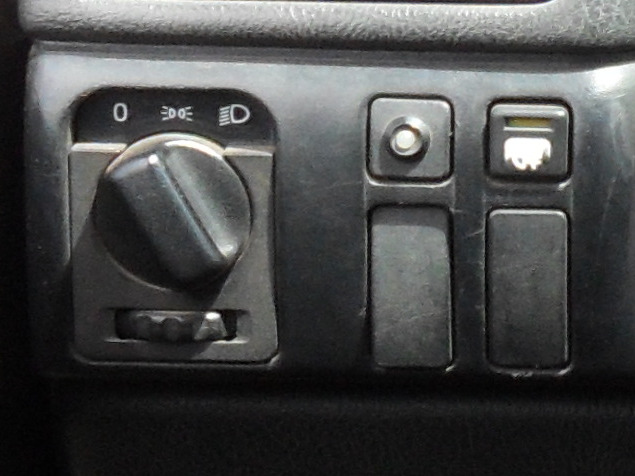
Manuelle Leuchtweitenregulierung bei einem Opel Vectra (links unten)

In Abhängigkeit vom Nickverhalten des Fahrzeuges, bei verschiedenen Beladungszuständen, ist seit dem 1. Januar 1990 bei allen Neuwagen in Deutschland zumindest eine manuelle Leuchtweitenregulierung vom Fahrersitz aus vorgeschrieben. Ermittelt wird das Verhalten durch Beladung bis hin zur maximalen Achslast oder dem zulässigen Gesamtgewicht, je nachdem, was zuerst erreicht wird, Details siehe ECE R48, Anhang 5.
Bei besonders „harten“ Fahrwerken mit geringen Federwegen oder Fahrzeugen mit hydractiven Fahrwerken oder auch bei Fahrzeugen mit geringer maximal zulässiger Zuladung kann der Test sogar ergeben, dass ein Fahrzeug keine manuelle Einrichtung zur Leuchtweitenregulierung benötigt. Alle anderen Fahrzeuge müssen mindestens über eine manuelle Einrichtung verfügen, die vom Fahrersitz aus (Armaturenbrett, Mittelkonsole) zu bedienen ist und beide Scheinwerfer parallel verstellt, siehe ECE R48, Anhang 8.

### Automatische Leuchtweitenregulierung
Wenn die Lichtquelle eines Scheinwerfers einen Soll-Lichtstrom von 2000 Lumen überschreitet, schreibt der Gesetzgeber für das Fahrzeug zwingend eine automatische Leuchtweitenregulierung vor. Zurzeit wird dieser Grenzwert sowohl von den meisten Xenon-Brennern überschritten, wie sie im Xenonlicht zum Einsatz kommen, als auch von lichtstromstarken Varianten LED-basierter Scheinwerfern. Von beiden Bauformen Xenon-Brenner (z. B. 25W Xenon-Lampen, D8-Leuchtmittel) wie auch LED-basierte Scheinwerfer gibt es aber auch Varianten, die bewusst knapp unter diesem Wert rauskommen und damit ohne automatische Leuchtweitenregulierung auskommen. Die Bauform allein reicht damit für eine Bewertung nicht aus.
Einzelheiten sind der ECE-Regelung ECE R48 zu entnehmen.

## Probleme
Bei Fahrzeugen mit manueller Leuchtweitenregulierung steht selbst ein pflichtbewusster Fahrzeugführer vor dem Problem, die für den aktuellen Beladungszustand richtige Einstellung nicht immer zu kennen. In der Praxis wird der Leuchtweitenregulierung kaum Beachtung geschenkt, und durch Ladung nach oben geneigte Fahrzeuge führen regelmäßig zu Blendungen.
Im Gegenzug dazu ist die Blendwirkung, die man dem Xenonlicht zuschreibt, oft Regelschwingungen der automatischen Leuchtweitenregulierung zuzuschreiben.